# Ассасины. Начало
«Ассаси́ны. Начало» (араб. الحشاشين‎) — египетский исторический драматический телесериал, транслировался 12 марта 2024 года на канале DMC. Повествует о халифате Фатимидов и группе ассасинов.

## Сюжет
События происходят в историческом контексте, в XI веке нашей эры, вокруг религиозной секты шиитов-исмаилитов под названием «Ассасины», основанной Хасаном ибн Саббахом, и его руководства сектой, прославившейся совершением политических убийств видных деятели того периода. Также показаны его военные действия и сражения с халифатами Аббасидов и Фатимидов, а также с сельджуками и крестоносцами.

## В ролях
| Актёр              | Роль             |
| ------------------ | ---------------- |
| Карим Абдель-Азиз  | Хасан ибн Саббах |
| Фатхи Абдель-Вахаб | Низам аль-Мульк  |
| Мирна Нурелдин     | Дунья Зад        |
| Ахмад Эйд          | Зайд ибн Сирхун  |
| Эслам Гамаль       | Мелик-шах I      |
| Николя Муавад      | Омар Хайям       |
| Сами Шейх          | Кийа Бузург-Умид |
| Сара эль-Шами      | Нурхан           |